# Aarni Soivio

Аарні Юхані Сойвіо (фін. Aarni Juhani Soivio; нар. 14 січня 1997, Фінляндія) — фінський музикант, автор пісень, графічний дизайнер, дизайнер одягу та фотограф. Відомий як басист фінського поп-гурту KUUMAA.